# Istituto idrografico della Marina
L'istituto idrografico della Marina è uno degli organi cartografici dello Stato (unitamente al catasto, al centro informazioni geotopografiche aeronautiche, all'Istituto Geografico Militare e al servizio geologico). Ha sede nell'ottocentesco Forte San Giorgio di Genova e appartiene al Ministero della difesa. Ha tra i propri scopi il miglioramento della sicurezza della navigazione marittima, lo sviluppo della conoscenza dei mari, l'agevolare la condotta delle unità della Marina Militare.

## Storia
L'istituto fu fondato con regio decreto il 26 dicembre 1872 e alla sua guida fu chiamato il capitano di fregata, matematico e idrografo Giovan Battista Magnaghi, con il compito di eseguire il rilievo idrografico dei mari italiani e di produrre la documentazione nautica nazionale.
Le carte del mar Mediterraneo allora esistenti erano infatti disomogenee, molto diverse nell'impostazione, nei formati, nelle scale, nelle unità di misura. L'ufficio idrografico (che assunse la denominazione attuale solamente nel 1899) partecipò, inoltre, alla commissione geodetica europea per la determinazione del grado e si occupò dei rilievi del lago Maggiore e del lago di Garda.
Dopo la stasi imposta dalla prima guerra mondiale l'istituto effettuò tramite la Ammiraglio Magnaghi campagne idrografiche nel mar Rosso e nell'oceano Indiano, compiendo in tali occasioni anche ricerche di carattere oceanografico e biologico. La seconda guerra mondiale vide l'istituzione impegnata nella produzione delle carte per le varie unità della Marina e la messa al sicuro del proprio archivio prima a Montecatini e poi sul lago Maggiore.
Nel dopoguerra, oltre a ricognizioni per procedere all'aggiornamento delle carte nautiche, venne realizzata una nuova rete di triangolazione costiera, allargando inoltre sempre più l'attività nel campo dell'oceanografia. Le notevoli energie profuse si tradussero nel trentennio 1948 - 1978 nella pubblicazione di quasi un migliaio tra carte per la navigazione, batimetriche, didattiche, minerarie. Anche in seguito l'istituto ha continuato il rilievo dei 556.218 chilometri quadrati di acque territoriali italiane e dei nostri 7.550 chilometri di costa.

## Attività attuale
Il portafoglio cartografico dell'istituto conta oltre trecento carte tradizionali, duecento ENC (Electronic Nautical Chart) e oltre duecentocinquanta carte nautiche per il diporto. L'attività di campagna dell'istituto viene oggi svolta con le navi Magnaghi, Aretusa, e Galatea. L'attività in sede dell'istituto è volta attualmente allo studio della nautica e dell'oceanografia, al collaudo di strumenti in dotazione alle unità della Marina Militare e mercantile, al rinnovamento della cartografia nautica nazionale, all'aggiornamento della documentazione nautica in vigore. L'istituto cura inoltre numerose pubblicazioni, tra cui Portolani, Elenco fari e segnali da nebbia, Radioservizi per la navigazione per il bacino del Mediterraneo, Tavole di marea, Effemeridi.
Degna di rilievo è anche l'attività formativa, il cui corso di punta è costituito dal Master di II livello in geomatica marina, svolto in collaborazione con l'università di Genova, aperto sia agli ufficiali della Marina Militare e delle marine militari estere che ai laureati civili. La biblioteca dell'istituto è finalizzata ai compiti specifici dell'ente ed è specializzata in storia della cartografia, topografia e geodesia, oceanografia. Dispone di circa trentamila volumi tra monografie e annate di periodici e di circa tremila tra carte nautiche e portolani-atlanti.